# ريس براون
ريس براون (بالإنجليزية: Rhys Browne)‏ (16 نوفمبر 1995 بلندن في المملكة المتحدة - ) هو لاعب كرة قدم بريطاني في مركز الوسط. شارك مع منتخب أنتيغوا وباربودا لكرة القدم. أما مع النوادي، فقد لعب مع نادي ألدرشوت تاون.

## مسيرته الكروية
لعب ريس براون خلال مسيرته الاحترافية مع 7 أندية في ثمانية مواسم وسجل خلالها 13 هدفًا ضمن 133 مباراة. ولم يفز بأي موسم بالكأس أو بالدوري.
خاض ريس براون مسيرته مع نادي نورويتش سيتي في موسم 2013–14 لمدة موسم واحد، لم يشارك في أي مباراة ولم يسجل أي هدف. ثم انتقل إلى نادي تشارلتون أثلتيك في موسم 2014–15 لمدة موسم واحد، حيث لم يشارك في أي مباراة ولم يسجل أي هدف أيضًا. لينتقل بعدها إلى نادي ألدرشوت تاون في موسم 2015–16 لمدة موسم واحد، مشاركًا في 37 مباراة سجل خلالها 6 أهداف. ثم انتقل إلى نادي ماكليسفيلد تاون في موسم 2016–17 لمدة موسم واحد، مشاركًا في 17 مباراة سجل خلالها هدفين. هذا وانتقل لاحقًا إلى نادي يوفل تاون في موسم 2017–18 ولمدة موسمين، مشاركًا في 63 مباراة سجل خلالها 5 أهداف. ثم انتقل بعدها إلى نادي بورت فايل في موسم 2019–20 لمدة موسم واحد، مشاركًا في 11 مباراة ولم يسجل أي هدف.

## وصلات خارجية
- ريس براون على موقع قاعدة بيانات كرة القدم.إي يو (الإنجليزية)
- ريس براون على موقع ناشيونال فوتبول تيمز (الإنجليزية)
- ريس براون على موقع Soccerbase.com (لاعب) (الإنجليزية)
- ريس براون على موقع Soccerway.com (الإنجليزية)